# Luigi Abussi
Luigi Abussi (* 24. April 1852; † nach 1918) war ein italienischer Geiger, Musikpädagoge und Komponist.

## Leben
Luigi Abussi wurde an der Musikschule der Reale Albergo di Poveri ausgebildet. Seine Violinlehrer waren unter anderem die Brüder Salvatore und Ferdinando Pinto. Unterricht in Harmonielehre hatte er bei dem Komponisten Salvatore Pappalardo (1817–1884). 1888 wurde er für seine Verdienste bei der Expo in Bologna, der Grande Esposizione Emiliana, ausgezeichnet, Er war von 1890 bis 1911 erster Geiger im Orchester des Teatro di San Carlo in Neapel. Er unterrichtete bei der Società di mutuo soccorso, an der Reale albergo di poveri, am Ospedale Die Ciechi die SS. Giuseppe e Lucia und am Istituto G.Rossini. Er war mehrere Male in der Prüfungskommission des königlichen Konservatoriums in Neapel.

## Werke (Auswahl)

### Lehrwerke
Luigi Abussi schrieb mehrere Lehrwerke für den Violinunterricht. Die wichtigsten sind:
- Avviamento allo studio del violino [Der Anfang des Violinstudiums] in fünf Bänden[3]
  - Parte 3 : Le Posizioni op.15[5].
  - 42 lezioni progressive in forma di sonatine con accompagnamento di altro violino diverso / di Luigi Abussi [42 fortschreitende Lektionen in Form einer Sonatine mit Begleitung einer weiteren Violine]. Herausgegeben von Domenico Gherardini. Publiziert in Neapel bei Domenico Gherardini.[6]
- La prima ora del violinista [Die erste Stunde des Geigers][3][7]
- Nuovo metodo completo per lo studio del violino: doppie corde speciali : op. 9 [Neue vollständige Methode des Violinstudiums:spezielle Doppelgriffe]. Bei Ettore Maddaloni in Neapel publiziert[8]

### Kammermusik

#### Werke in der Bibliothek desConservatorio di musica San Pietro a Majella, Neapel
- Melodia per Violoncello, Manuskript[9]
- Pastorale für Klavier, Manuskript, Giuseppe Palmieri gewidmet[10]
- La preghiera, romanza senza parole [Das Gebet, Romanze ohne Worte] op. 31[11], veröffentlicht 1925 bei Raffaele Izzo in Neapel[12]
- Serenata für Violine und Klavier, veröffentlicht 1925 bei Raffaele Izzo in Neapel op.32[13]
- Berceuse für Violine mit Klavierbegleitung, Manuskript, Carlo Palmieri gewidmet[14]
- Romanza für Violine mit Klavierbegleitung, seinen Schülern Giovanni und Raffaele Giampietro gewidmet, enthalten in Fiori nascenti: pezzi per violino con accompagnamento di pianoforte / di Luigi Abussi, publiziert in Neapel bei Raffaele Izzo, 1913[15]
- Duetto originale für zwei Violoncelli mit Klavierbegleitung, Manuskript, dem Cellisten Mariano Palmieri gewidmet[16]
- La Lontanaza für Violoncello und Klavier, Manuskript, Carlo Palmieri im Gedenken an seine Schwestern Giovanna und Guglielmina gewidmet[17]
- Salve Regina, Manuskript[18]
- Composizioni per violino con accompagnamento di pianoforte [Kompositionen für Violine mit Klavierbegleitung]. I Capriccio[19] II Musette[20]. Publiziert in Neapel bei Raffaele Izzo[21]
- Fiori nascenti, pezzi per violino con accompagnamento di pianoforte [Wachsende Blumen, Stücke für Violine mit Klavierbegleitung]. Matilde passante gewidmet. Publiziert in Neapel bei Raffaele Izzo, 1913[22]

#### Sonstige Werke
- Romanze e Badinerie für Violine mit Klavierbegleitung. Publiziert 1926 bei Antonio Monzillo in Brooklyn[23]
- Moto perpetuo für Violine mit Klavierbegleitung. Publiziert 1926 bei Antonio Monzillo in Brooklyn[23]

## Rezeption und Bearbeitungen seiner Werke
- Melodia di Luigi Abussi per Violino. Tradotto per Contrabbasso da Gaetano Negri. [Melodie des Luigi Abussi für Violine, für Kontrabass übertragen von Gaetano ´Negri][24]